# توم أوسبورن (سياسي)
توم أوسبورن هو سياسي كندي، ولد في 1964 في سانت جونز في كندا. حزبياً، نشط في الحزب الليبرالي في نيوفندلاند ولابرادور ‏.